# چار سیلیندا
چار سیلیندا (به لاتین: Char Silinda) یک روستا در بنگلادش است که در استان باریسال و در ناحیه باریسال واقع شده است.